# Den andra stranden
Den andra stranden är en svensk dokumentärfilm från 1993 i regi av Mikael Wiström och Lars Palmgren. Filmen skildrar Wiströms möte med två vänner han inte har sett på 17 år.
Filmen ingår i en svit om tre filmer tillsammans med Compadre (2004) och Familia (2010).